# Ferdinand Vasserot
Ferdinand Vasserot (París, 2 de marzo de 1881-Lizy-sur-Ourcq, 7 de febrero de 1963) fue un deportista francés que compitió en ciclismo en la modalidad de pista. Ganó una medalla de bronce en el Campeonato Mundial de Ciclismo en Pista de 1900, en la prueba de velocidad individual.

## Medallero internacional
| Campeonato Mundial | Campeonato Mundial | Campeonato Mundial | Campeonato Mundial       |
| Año                | Lugar              | Medalla            | Competición              |
| ------------------ | ------------------ | ------------------ | ------------------------ |
| 1900               | París (Francia)    | Medalla de bronce  | Velocidad individual (A) |